# Yesterday Was Dramatic - Today Is OK
Yesterday Was Dramatic - Today Is OK è l'album di debutto del gruppo musicale islandese Múm, originariamente pubblicato dall'etichetta islandese TMT nel marzo del 2000.

## Tracce
1. I'm 9 Today
2. Smell Memory
3. There Is a Number of Small Things
4. Random Summer
5. Asleep on a Train
6. Awake on a Train
7. The Ballad of the Broken Birdie Records
8. The Ballad of the Broken String
9. Sunday Night Just Keeps on Rolling
10. Slow Bicycle

## Musicisti addizionali
- Eiríkur Orri Ólafsson - tromba (traccia 6)
- Helga Björg Arnardóttir - clarinetto (tracce 3 e 6)
- Stefán Már Magnússon - chitarra acustica (traccia 6)
- Hildur Gudnadóttir, Gróa Margr Valdimarsdóttir, Sigrídur Geirsdóttir - archi (traccia 6)